# Mohibullah Khan
Mohibullah Khan ist ein ehemaliger pakistanischer Squashspieler.

## Karriere
Mohibullah Khan war zwischen 1974 und 1980 als Squashspieler erfolgreich und erreichte im Februar 1976 mit Rang zwei seine höchste Platzierung in der Weltrangliste. Im selben Jahr stand er im Endspiel der British Open in London, die gleichzeitig als die erste Weltmeisterschaft zählten. Dieses verlor er gegen Geoff Hunt mit 9:7, 4:9, 10:8, 2:9 und 2:9.
1980 wurde er bei der Einfuhr von Cannabis ins Vereinigte Königreich erwischt. Er gab an, von pakistanischen Kriminellen dazu gezwungen worden zu sein, was ihm das Gericht jedoch nicht glaubte. Da er sich nicht für schuldig erklärte und keine Namen der Kriminellen nannte, erhielt er eine achtjährige Gefängnisstrafe, die er komplett absaß.
Mohibullah Khan ist nicht zu verwechseln mit Mo Khan, dem gleichnamigen Squashspieler der 1960er-Jahre. Sein Bruder Jansher Khan war ebenfalls Squashspieler und wurde achtmal Weltmeister.

## Sportliche Erfolge
- Vizeweltmeister 1976